# Mali ai Giochi della XX Olimpiade
Il Mali partecipò ai Giochi della XX Olimpiade, svoltisi a Monaco di Baviera dal 26 agosto all'11 settembre 1972, con una delegazione di tre atleti impegnati in due discipline: atletica leggera e judo. Il portabandiera alla cerimonia di apertura fu il discobolo Namakoro Niaré, alla sua seconda Olimpiade.
Fu la terza partecipazione di questo paese ai Giochi. Non fu conquistata nessuna medaglia.